# تاکسی به‌سوی توالت
تاکسی به‌سوی توالت (آلمانی: Taxi zum Klo) یک فیلم درام کمدی آلمانی است که در سال ۱۹۸۱ منتشر شد.
روزنامهٔ «ویلج وُیس» آن را «نخستین شاهکار دربارهٔ زندگی روزمره مردان همجنس‌گرا» نامید و این فیلم به‌همراه ناپدری برندهٔ جایزهٔ انجمن منتقدان فیلم بوستون در سال ۱۹۸۱ میلادی شد.